# Taxi Centrale Renesse
Taxi Centrale Renesse (kortweg TCR Group, niet te verwarren met TCR Groep uit het oosten van Nederland) was een Nederlands vervoerbedrijf dat actief was in het openbaar, besloten en taxivervoer. De hoofdvestiging was gevestigd in Middelburg. Via diverse dochterondernemingen was het bedrijf actief in bijna heel Nederland.

## Geschiedenis
TCR Group ontstond in 1997 door een fusie van vier vervoersbedrijven uit Zeeland.
In het zomerseizoen (mei t/m september) pendelde de TCR tussen het Transferium Renesse naar de belangrijkste locaties in de buurt. Hiervoor werden, naast gewone bussen, ook cabriobussen, "paardentrams" (niet op rails) en een elektrobus ingezet. In mei 2003 is er ook een vestiging in Middelburg geopend. Hier bevond zich nu de centrale en de stalling van het materieel.
In 2001 had TCR zich ingeschreven op de concessie van waddeneiland Vlieland, welke door hun gewonnen werd. Sinds 1 januari 2002 is dochteronderneming TCR Vlieland hierdoor verantwoordelijk voor het openbaar vervoer op het Friese eiland. Met ingang van maart 2009 wordt dit gedaan in samenwerking met Arriva.
TCR verzorgde in de regio Waterland tussen 11 december 2005 en 10 december 2011 de Qliners tussen Hoorn en Amsterdam in opdracht van Arriva. Deze verbindingen werden onder meer gereden met MAN Lion's Regio, Mercedes-Benz Citaro en -Integro bussen. Ook werden 10 streekbussen gebruikt voor schoolvervoer. Per 11 december 2011 is het busvervoer overgenomen door EBS. Ook voor deze vervoerder reed TCR enkele jaren de scholierenlijnen. Dit deed het bedrijf onder meer met van Arriva overgenomen Mercedes-Benz Citaro gelede bussen.
In oktober 2010 werd het Roosendaalse taxibedrijf Taxi Stadhouders overgenomen, welke diens naam bleef behouden.
Verder versterkte de TCR diverse school- en Qliner-bussen in de Arriva concessie Hoeksche Waard/Goeree Overflakkee. Ook stelde het bedrijf Qliner-bussen beschikbaar aan Qbuzz in de Noordelijke provincies.
In samenwerking met hoofdaannemer Veolia Transport verzorgde het bedrijf sinds 10 december 2006 ook het vervoer in Zeeuws-Vlaanderen onder de naam TCR Zeeland met circa 15 taxibusjes en 7 grote bussen. In de avond en de nacht voerde de NightXpress discovervoer uit op Schouwen-Duiveland. Sinds december 2011 reed TCR ook enkele scholierenlijnen in West-Brabant voor Veolia Transport.
Ook reed TCR lijnen als onderaannemer van Connexxion. Zo werd sinds 1 mei 2011 door TCR een deel van lijn 140 van Haarlem naar Uithoorn (v.v.) gereden. Sinds januari 2012 werd ook lijn 242 van Wilnis naar Amsterdam station Zuid gereden door TCR. Hiervoor maakte TCR in eerste instantie gebruik van 20 MAN Lion's City bussen die het bedrijf had overgekocht van Connexxion. Inmiddels zijn deze bussen vervangen door 20 Mercedes-Benz Citaro LE bussen. Deze waren voorzien van Connexxion huisstijl met daarbij het TCR logo.
Sinds 9 december 2012 reed TCR ook voor Hermes (Breng) in de stadsregio Arnhem Nijmegen. TCR nam hiermee het contract over van de Betuwe Express en reed vanuit de stalling Duiven. Hiervoor waren 15 aardgasbussen beschikbaar gesteld die in de regio Arnhem reden.
Vanaf 10 december 2017 reed men buslijn 346 tussen Haarlem en Amsterdam Zuid met Dubbeldeksbussen. In 2018 nam TCR het bedrijf Connexxion Tours over van Connexxion.

### Faillissement
Op vrijdag 31 januari 2020 werd door TCR Group uitstel van betaling aangevraagd, wegens financiële problemen, waarbij het bedrijf op 4 februari 2020 in surseance is verklaard door de rechtbank in Middelburg. Op 10 februari 2020 is TCR Group failliet verklaard. Het taxivervoer werd door andere bedrijven overgenomen. Het busvervoer maakte in het zuiden van het land een doorstart onder Pouw Vervoer als BusiNext en Next. De naam TCR bleef hierbij op de voertuigen staan.

## Materieel
Het wagenpark bestond uit een groot aantal taxi's en taxibusjes voor maximaal acht personen, die gebruikt werden voor onder andere straattaxi- en ziekenfondsvervoer. De grote bussen, waaronder touringcars, cabrioletbussen en gelede bussen, werden gebruikt voor groepsvervoer. Voor het openbaar vervoer werden Qliners en lijndienstbussen gebruikt.